# فهرست حسگرها
فهرست حسگرها بر اساس نوع حسگر

## حسگرهای صوت و ارتعاش
میکروفون
لرزه سنج
هیدروفون
ژئوفون

## حسگرهای حمل و نقل و خودرو
جریان سنج هوا
سنجه نسبت سوخت به هوا
ترک یاب
حسگر اثر هال
حسگر اکسیژن
حسگر ضربه
حسگر پارک
سرعت سنج
حسگر موقعیت دریچه گاز
حسگر گشتاور
حسگر فشار باد لاستیک
کیلومتر شمار

## حسگرهای شیمیایی
حسگر دی اکسید کربن
حسگر مونو اکسید کربن
حسگر هیدروژن
حسگر اکسیژن
حسگر مادون قرمز
حسگر سولفید هیدروژن
PH سنج
حسگر دود
حسگر اوزون

## جریان الکتریکی، پتانسیل الکتریکی، میدان مغناطیسی و الکتریکی
ولت سنج
آمپرسنج
اهم سنج
مولتی متر
گالوانومتر
حسگر اثر هال
الکتروسکوپ
فنجان فارادی
تکثیرگر الکترون
فلزیاب

## محیط، آب و هوا، رطوبت
باران سنج
گاز سنج
رطوبت سنج
ماهی شمار
هشدار دهنده شبنم
حسگر جذر و مد
ایستگاه هیدرومتری
رطوبت سنج خاک
حسگر برف
لرزه سنج
آفتاب سنج
حسگرهای آلودگی هوا
سقف سنج
باد سنج

## جریان و سرعت سیالات
آب سنج
گاز سنج
جریان سنج هوا
حسگر جریان جرم
باد سنج

## موقعیت، فاصله، جابجایی، سرعت، شتاب
حسگر خمش
شتاب سنج
گرانش سنج
ژیروسکوپ
ضربه سنج
ترانسفورماتور تفاضلی
کیلومتر شمار
شتاب سنج پیزوالکتریک
موقعیت سنج
ضخامت سنج فراصوت
دور سنج موتور
همگام ساز

## نور، تصویر، فوتون
حسگر فروسرخ
فوتودیود
نورسنج
حسگر نور
فیبر نوری
دستگاه بار جفت شده
حسگر نوری تماس
حسگر آتش